# Kuszeir
Kuszeir (arabul: القصير, nyugati átírással: Quseir, Al-Qusayr) város Egyiptomban, a Vörös-tenger partján. Szafagától kb. 85 km-re délre fekszik. Lakossága kb. 50 ezer fő. 
A település kb. 5000 éves, az ókori görög neve Leukosz Limen volt (Λευκός Λιμήν, jelentése: „fehér kikötő”). Mint az Hatsepszut halotti templomának reliefjeiből kiderül, a fáraók korában innen indultak a hajók Punt felé. A rómaiak, az iszlám fejedelmek és az ottomán törökök idején is még nyüzsgő kikötőváros volt, ahol a keletről érkezett fűszereket pakolták át a nyugat felé induló karavánokra, és ahol a zarándokok megpihentek a Mekka felé tartó úton. A városnak a 20. század elején a foszfátfeldolgozásból adódóan volt még egy rövid ideig tartó felvirágzása, de ez nem tartott sokáig. Akkor veszítette el fontos kikötővárosként és hajóépítési központként betöltött szerepét, amikor a Szuezi-csatorna megnyitása után feleslegessé vált. Mostanra olyan település, mintha a világ végén lenne. Ritkán lakott, szerény központja fölé egy 16. századi ottomán erőd magasodik, a Szelim-erőd.

## Fordítás
Ez a szócikk részben vagy egészben  az   Al-Qusayr, Egypt című angol Wikipédia-szócikk fordításán alapul.  Az eredeti cikk szerkesztőit annak laptörténete sorolja fel. Ez a jelzés csupán a megfogalmazás eredetét és a szerzői jogokat jelzi, nem szolgál a cikkben szereplő információk forrásmegjelöléseként.